# 명언

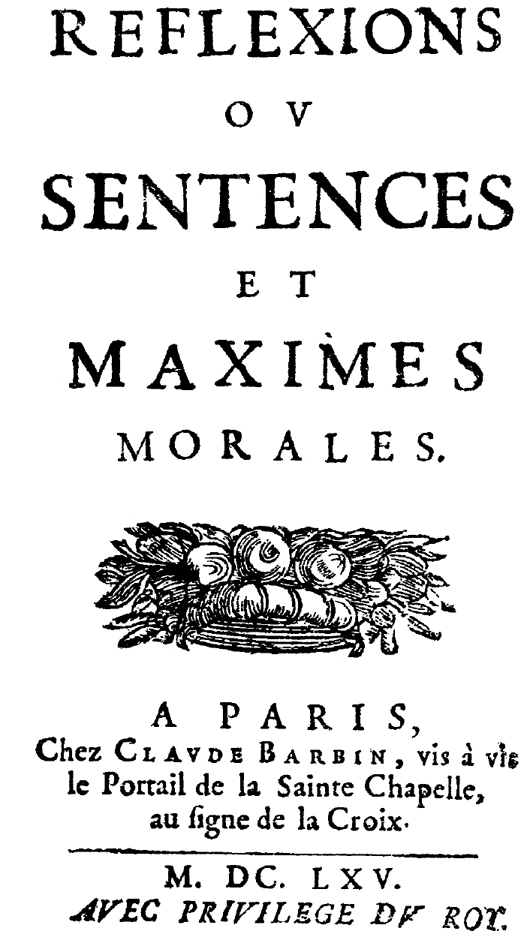

명언(名言)이나 격언(格言), 잠언(箴言)은 어떤 교훈이나 가르침을 주는 말 또는 학문 등의 핵심을 간략하게 외우고 말하기 쉽게 그 내용을 간결하고 짧은 문장으로 표현한 것을 가리킨다. 속담과도 비슷한 말이며 보통 속담은 일반 서민들의 생활 속에서 나와 그 작자가 분명하지 않은 것을 가리키고 명언은 저명한 사람의 발언 또는 문장이나, 작자시 같은 것이다. '당장에 무엇을 어떻게 하시오'라는 식의 구체적인 지시 사항이 아니며, 단지 어떤 상황에 걸맞은 생각해볼 만한 점들을 암시해주는 것으로 받아들여야 한다.

## 같이 보기
- 속담
- 가훈
- 슬로건